# Гатри Сентер (Ајова)
Гатри Сентер (енгл. Guthrie Center) град је у америчкој савезној држави Ајова. По попису становништва из 2010. у њему је живело 1.569 становника.

## Демографија
Према попису становништва из 2010. у граду је живело 1.569 становника, што је -99 (-5.9%) становника више него 2000. године.
| Група             | 2000.         | 2010.         |
| Белци             | 1.635 (98,0%) | 1.492 (95,1%) |
| Афроамериканци    | 1 (0,1%)      | 2 (0,1%)      |
| Азијати           | 1 (0,1%)      | 3 (0,2%)      |
| Хиспаноамериканци | 22 (1,3%)     | 56 (3,6%)     |
| Укупно            | 1.668         | 1.569         |